# 12324 ван Ромпей
12324 ван Ромпей (12324 Van Rompaey) — астероїд головного поясу, відкритий 2 вересня 1992 року.
Тіссеранів параметр щодо Юпітера — 3,606.
Названо на честь бельгійського архітектора П'єра ван Ромпея (нар.1921).